# Andrzej Turowski
Andrzej Turowski (ur. 1941) – historyk sztuki nowoczesnej, znawca polskiej, rosyjskiej i francuskiej awangardy oraz architektury XX wieku.

## Życiorys
Ukończył prawo i historię sztuki na Uniwersytecie Adama Mickiewicza w Poznaniu. W 1972 uzyskał stopień doktora (na podstawie rozprawy Konstruktywizm polski. Próba rekonstrukcji nurtu 1921-1936), a w roku 1983 stopień doktora habilitowanego (rozprawa habilitacyjna: Wielka utopia awangardy. Artystyczne i społeczne utopie w sztuce rosyjskiej 1920-1930).
W latach 1965–1984 wykładał w Instytucie Historii Sztuki UAM, a w 1984 wyemigrował do Francji, gdzie podjął pracę w Ecole de l'Architecture de la Vilette w Paryżu. W 1985 został profesorem w Instytucie Historii Sztuki na Uniwersytecie Clermont-Ferrand II, a w 1990 objął katedrę sztuki nowoczesnej Uniwersytetu Burgundzkiego w Dijon, gdzie do 2000 r. kierował Centre de Recherche Comparative sur les Avant-gardes. W 2003 otrzymał tytuł profesora w Polsce. W latach 2009–2010 profesor wizytujący na Uniwersytecie Warszawskim, członek Rady Muzeum Sztuki Nowoczesnej w Warszawie oraz Komitetu Nauk o Sztuce PAN (od 2011). Obecnie na emeryturze, mieszka w Paryżu.
W drugiej połowie lat 60. współtworzył program Galerii Odnowa, a w latach 70. program Galerii Foksal. Współpracował z teatrem Cricot 2, nawiązał też bliską relację z Ryszardem Stanisławskim, dyrektorem Muzeum Sztuki w Łodzi. Uczestnik Sympozjum Plastycznego Wrocław ’70.
W 2001 laureat Nagrody Artystycznej Fundacji Nowosielskich w Krakowie. W 2004 nadano mu tytuł doktora honoris causa Akademii Sztuk Pięknych im. Władysława Strzemińskiego w Łodzi. Odznaczony złotym medalem Gloria Artis w 2013 r. Książka jego autorstwa, Radykalne Oko, została uznana za najlepszą pracę z zakresu nauk humanistycznych w Polsce w X jubileuszowej edycji konkursu o Nagrodę im. Prof. Tadeusza Kotarbińskiego
Był współorganizatorem wielkich międzynarodowych wystaw sztuki, m.in.:
- światowej wystawy konstruktywizmu, 1976,
- sztuki racjonalistycznej we Włoszech (L’Europa dei razionalisti), Mediolan-Como, 1989,
- Europa, Europa, Bonn, 1994 (z Ryszardem Stanisławskim),
- Czasy skończone! Historii już nie ma (Fin des temps! L’histoire n’est plus) w Tulonie, 2004,
- Supremus Malewicza, Warszawa, 2004,
- Pomnikoterapia Krzysztofa Wodiczki, Warszawa, 2006,
- Svegliato e sogna, Wenecja, 2009,
- Powtórka z teorii widzenia, Warszawa, 2010
- Particolare, Wenecja, 2011[1][3].

## Dorobek
Autor ponad 300 rozpraw naukowych i tekstów krytyczno-artystycznych, oraz kilkunastu książek na temat awangardy. Do najważniejszych należą:
- W kręgu konstruktywizmu, Warszawa 1979.
- Konstruktywizm polski. Próba rekonstrukcji nurtu (1921-1934), Wrocław 1981.
- Wielka utopia awangardy, Warszawa 1990.
- Awangardowe marginesy, Warszawa 1998.
- Między sztuką a komuną. Teksty awangardy rosyjskiej 1910-1932, Kraków 1998.
- Budowniczowie świata. Z dziejów radykalnego modernizmu w sztuce polskiej, Kraków 2000.
- Malewicz w Warszawie: rekonstrukcje i symulacje, Kraków 2002.
- Supremus Malewicza, Warszawa 2004.
- Parowóz dziejów, Warszawa 2012.
- Sztuka, która wznieca niepokój. Manifest artystyczno-polityczny sztuki szczególnej, Warszawa 2012.
- Papież awangardy. Tadeusz Peiper w Hiszpanii, Polsce, Europie, Warszawa 2015.[1]
- Radykalne oko. O Witkacym, Kobro, Strzemińskim, Themersonach, Żarnowerównie i innych twórcach sztuki wzbudzającej niepokój, T. 1, Argonauci, T. 2, Żołnierze. Wyd. Muzeum Sztuki Nowoczesnej, Wydawnictwo Słowo/Obraz Terytoria, Warszawa–Gdańsk 2023.